# Agent
Agent — скасована відеогра у жанрі стелс-екшн, яка розроблялась Rockstar North і спочатку була анонсована 3 червня 2009 року, лише для PlayStation 3. У 2012 році сайт Eurogamer включив Agent до свого списку найвідоміших vaporware-ігор поряд із The Last Guardian або Half-Life 2: Episode Three.
Про розробку Agent, стало відомо в липні 2007 року. Гра не була випущена в наступні роки, хоча перебувала в активній розробці — у 2011 і 2015 роках у мережі з'являлися зображення з гри, знайдені ігровими журналістами в портфоліо колишніх працівників Rockstar North. У 2013 році Rockstar продовжила права на товарний знак Agent, що могло означати, що студія все ще розраховувала випустити гру в майбутньому, проте в листопаді 2018 року стало відомо, що права на торгівельну марку не були продовжені. З жовтня 2021 року офіційний вебсайт Agent перенаправляється на офіційний вебсайт Rockstar Games, і гра більше не вказана на сторінці ігор Rockstar.

## Сюжет
Згідно з опублікованим розробниками анонсом, дія гри розгортається під час холодної війни — «гравець занурюється у світ контррозвідки, шпигунства і політичних убивств», де йому надається свобода дій Події гри мали розвиватися наприкінці 1970-х років. У проєкті був присутній відкритий світ. Локаціями мали стати Каїр і Вашингтон, Санкт-Петербург було скасовано. Гра відрізнялася від проєктів Rockstar тих часів своєю кінематографічністю та акцентом на постановчих моментах. У демоверсії Agent був показаний рівень, де героя переслідував гелікоптер, вибухали споруди, а на дах Білого дому висаджувалися дельтаплани. Деякі локації та місії згодом були реалізовані в Grand Theft Auto V.

## Розробка
Розробка Agent розпочалася у 2002 році. Луїс Джильотті, головний менеджер гри, поїхав із невеликою групою в Каїр, щоб пофотографувати місто. Влада Єгипту кілька разів заарештовувала розробників, звинувачуючи в шпигунстві. Одного разу художній керівник проєкту Даррелл Галлахер перебував під прицілом єгипетського поліціянта. Пізніше його заарештували в аеропорту Каїра, де йому було висунуто звинувачення в записі порнографічних матеріалів. У той час інших членів групи не випускали з готелю. Після дзвінків Луїса Джильотті в американське посольство в Каїрі розробники повернулися додому. У результаті цього було скасовано іншу поїздку для збору документації в Санкт-Петербурзі.
У липні 2007 року на виставці Electronic Entertainment Expo (E3) компанія Sony Computer Entertainment оголосила, що Rockstar Games працює над новою франшизою для PlayStation 3. Майкл Шоррок, директор Sony Computer Entertainment America зі зв'язків із третіми сторонами, написав в офіційному блозі PlayStation: «У рамках наших давніх стосунків із Rockstar і неймовірного успіху обох компаній із культурним символом, яким є Grand Theft Auto, ми погодилися на ексклюзивні права PlayStation на наступну велику франшизу від студії Rockstar». Більше нічого про неї не повідомлялося. За словами Шоррока, «Rockstar дійсно хотіла зробити гру, в яку ви й справді можете грати тільки на PS3». Бен Федер, тодішній президент Take-Two Interactive (материнська компанія Rockstar Games), сказав, що гра буде «такою, що визначає жанр» і «абсолютно новим способом випробувати відеоігри, який ми раніше не бачили».
Подробиці проєкту, включно з його назвою, були оголошені в червні 2009 року під час пресконференції Sony на виставці Electronic Entertainment Expo. Сем Гаузер, один із засновників Rockstar Games, сказав, що розробники Agent мали намір створити унікальний досвід для гравця. Федер висловив упевненість у тому, що гра може досягти того ж рівня успіху, що й серія Grand Theft Auto, і стати «ще однією великою франшизою Rockstar North», враховуючи, що за її розробкою спостерігають співзасновники Rockstar Games Сем та Ден Гаузери.
7 вересня 2009 року в розділі запитань і відповідей у своєму блозі Rockstar Games заявила, що Agent може бути випущений вже в 2010 році. Take-Two Interactive не коментувала це до березня того ж року, коли вона підтвердила, що гра все ще перебуває в розробці. Головний виконавчий директор Sony Computer Entertainment America Джек Треттон заявив на E3 2011, що він не впевнений в ексклюзивності Agent для PlayStation 3 і що це рішення повинна прийняти сама Rockstar Games.
15 серпня 2011 року Лі Донох'ю, колишній художник із Rockstar North, який працював над Grand Theft Auto IV і Agent, розмістив перші зображення у своєму онлайн-резюме. На кадрах показаний персонаж, а також різні приміщення. Обидва зображення датуються 2009 роком.
З анонсом PlayStation 4 20 лютого 2013 року очікувалося, що Agent, можливо, стане ексклюзивною грою для консолі. На запитання, чи є Agent, як і раніше, грою для PlayStation 3 під час прес-конференції, присвяченій презентації PlayStation 4, керівник Sony Worldwide Studios Сюхей Йосіда сказав: «Ви запитуєте не ту людину. У мене є деякі знання, але я не в змозі говорити про це».
У липні 2013 року Take-Two продовжила права на товарний знак Agent. У грудні 2015 року колишній художник Rockstar North Даррен Чарльз Гаттон опублікував у своєму онлайн-портфоліо кілька нових скриншотів, зроблених у період з 2009 по 2010 рік. Він сказав, що арт-команда була знята з проєкту Agent і переведена в Grand Theft Auto V, додавши, що він «не впевнений, чи буде гра коли-небудь випущена». 5 грудня 2016 року Take-Two Interactive знову продовжила дію товарного знака Agent. 27 серпня 2017 року в мережу нібито просочилися зображення концепт-арту, зокрема зображення засніжених альпійських пейзажів і начерки персонажів. 19 листопада 2018 року Відомство з патентів і товарних знаків США оголосило товарний знак Agent занедбаним Офіційний сайт гри перенаправляється на офіційний сайт Rockstar Games, і гра більше не відображається в списку компанії.